# Pilea rigidiuscula
Pilea rigidiuscula är en nässelväxtart som beskrevs av Charles Budd Robinson. Pilea rigidiuscula ingår i släktet pileor, och familjen nässelväxter. Inga underarter finns listade i Catalogue of Life.